# MTV Europe Music Awards 1999
Die MTV Europe Music Awards 1999 wurden am 11. November 1999 im Point Depot, Dublin, Irland verliehen. Moderator war Ronan Keating.
Wie bereits in den Vorjahren kamen neue Kategorien hinzu, um den Award „europäischer“ zu gestalten. So gab es regionale Nominierungen für Deutschland, Italien, die nordischen Länder sowie das Vereinigte Königreich und Irland.
Gewinnerin des Abends war Britney Spears, die vier EMAs erhielt.

## Sieger und Nominierte

### Hauptkategorien (Jurywertung)
| Kategorie            | Gewinner                              | Nominierte |
| -------------------- | ------------------------------------- | --- |
| Best Song            | Britney Spears – … Baby One More Time | Backstreet Boys – I Want It That Way Madonna – Beautiful Stranger George Michael & Mary J. Blige – As TLC – No Scrubs                        |
| Best Video           | Blur – Coffee & TV                    | Aphex Twin – Windowlicker Björk – All Is Full of Love Fatboy Slim – Praise You George Michael & Mary J. Blige – As                           |
| Best Album           | Boyzone – By Request                  | Backstreet Boys – Millennium Lauryn Hill – The Miseducation of Lauryn Hill The Offspring – Americana Red Hot Chili Peppers – Californication |
| Best Female          | Britney Spears                        | Geri Halliwell Lauryn Hill Whitney Houston Madonna                                                                                           |
| Best Male            | Will Smith                            | Ricky Martin George Michael Sasha Robbie Williams                                                                                            |
| Best Group           | Backstreet Boys                       | The Cardigans Jamiroquai The Offspring TLC                                                                                                   |
| Best New Act         | Britney Spears                        | Eminem Jennifer Lopez Vengaboys Westlife |
| Best Pop             | Britney Spears                        | Backstreet Boys Boyzone Five Ricky Martin |
| Best Dance           | Fatboy Slim                           | Basement Jaxx The Chemical Brothers Jamiroquai Mr. Oizo                                                                                      |
| Best Rock            | The Offspring                         | The Cardigans Lenny Kravitz Marilyn Manson Red Hot-Chulu Peppers                                                                             |
| Best R&B             | Whitney Houston                       | Mariah Carey Lauryn Hill Jennifer Lopez TLC                                                                                                  |
| Best Hip-Hop         | Eminem                                | Beastie Boys Busta Rhymes Puff Daddy |
| Free Your Mind Award | Bono                                  | |

### Regionale Awards
| Kategorie             | Gewinner              | Nominierte                                                            |
| --------------------- | --------------------- | --------------------------------------------------------------------- |
| Best German Act       | Xavier Naidoo         | Absolute Beginner Freundeskreis Guano Apes Sasha                      |
| Best Italian Act      | Elio e le Storie Tese | Alex Britti Jovanotti Negrita Vasco Rossi                             |
| Best Nordic Act       | Lene Marlin           | Jennifer Brown The Cardigans Andreas Johnson Petter                   |
| Best UK & Ireland Act | Boyzone               | Basement Jaxx Lynden David Hall Manic Street Preachers Texas Westlife |

## Auftritte

### Preshow
- B*Witched – Jesse Hold On
- Westlife – If I Let You Go

### Hauptshow
- Iggy Pop – Lust for Life
- Mariah Carey (featuring Missy Elliott and Da Brat) – Heartbreaker
- Underworld – Push Upstairs
- Britney Spears – ...Baby One More Time / (You Drive Me) Crazy
- The Offspring – The Kids Aren’t Alright
- Jamiroquai – King for a Day
- Whitney Houston – Get It Back / My Love Is Your Love
- Puff Daddy – Best Friend
- Ligabue – L'odore del Sesso
- The Corrs – Radio
- The Cardigans – Erase/Rewind
- Marilyn Manson – Rock Is Dead

## Präsentatoren
- Denise Richards und Pierce Brosnan – präsentierten Best Female
- Geri Halliwell – präsentierten Best Dance
- Christina Aguilera und TQ – präsentierten Best Hip-Hop
- Damon Albarn und Mary J. Blige – präsentierten Best R&B
- Steps – präsentierten Best Group
- George Hamilton – präsentierten Best Pop
- Eternal und Jovanotti – präsentierten Best Male
- The Jukka Brothers – präsentierten Best Album
- Carmen Electra und Fun Lovin’ Criminals – präsentierten Best Rock
- Cat Deeley und Edith Bowman – präsentierten Best UK & Ireland Act
- Mick Jagger – präsentierten Free Your Mind Award
- Brett Anderson und Des’ree – präsentierten Best New Act
- Five – präsentierten Best Song
- Armand Van Helden und The Edge – präsentierten Best Video